# Тойгільдіно (Моргауський район)
Тойгі́льдіно (рос. Тойгильдино, чув. Тойкилтĕ) — село у Чувашії Російської Федерації, у складі Хорнойського сільського поселення Моргауського району.
Населення — 125 осіб (2010; 141 в 2002, 154 в 1979, 268 в 1939, 258 в 1926, 233 в 1906, 226 в 1858).

## Історія
До 1866 року селяни мали статус державних, займались землеробством, тваринництвом, бондарством, виробництвом одягу та жерстяних виробів. Діяла церква Різдва Пресвятої Богородиці (1903–1935). На початку 20 століття діяв вітряк. 1930 року створено колгосп «Безбожник». До 1927 року село перебувало у складі Тораєвської волості Ядрінського повіту, а з 1 жовтня увійшло до складу Татаркасинського району. 16 січня 1939 року село увійшло до складу Сундирського району, з 17 березня того ж року — до складу Совєтського, з 1944 року — до складу Моргауського, з 1959 року — повернуто до складу Сундирського, 1962 року — до складу Ядрінського, а з 11 березня 1964 року повернуто до складу Моргауського району.

## Господарство
У селі діють школа, фельдшерсько-акушерський пункт, клуб, бібліотека, магазин.